# Marta Lucía Ramírez
Marta Lucía Ramírez Blanco (Bogotá, 4 de julio de 1954) es una política y abogada colombiana que ejerció como Vicepresidente de Colombia entre 2018 y 2022 y como ministra de Relaciones Exteriores entre 2021 y 2022. Previamente, se desempeñó como ministra de Comercio Exterior, Industria y Turismo (1998-2002) y ministra de Defensa (2002-2003).  Además, fue senadora nacional por el Partido de la Unidad Nacional desde 2006 hasta 2009.
En 2014 lanzó su candidatura presidencial por el Partido Conservador, siendo eliminada en primera vuelta. En 2018 conformó la fórmula vicepresidencial del entonces candidato Iván Duque, para las elecciones presidenciales de ese año.

## Primeros años
Ramírez nació en Bogotá el 4 de julio de 1954, en el hogar de Álvaro Ramírez Suárez y Alba Blanco Venturoli, una familia de clase media, es la mayor de cuatro hermanos. Estudió Derecho en la Pontificia Universidad Javeriana e hizo especializaciones en Derecho Comercial, Alta Dirección Empresarial en el Inalde Business School de la Universidad de La Sabana,[cita requerida] Legislación Financiera y tiene un Fellow del Centro de Asuntos Internacionales de la Universidad de Harvard.[cita requerida] Fue directora del Instituto Colombiano de Comercio Exterior (1990-1991), y viceministra de Comercio Exterior, con Juan Manuel Santos a la cabeza, de 1991 a 1994.
Fue profesora de la Facultad de Derecho en la Universidad del Rosario, la Universidad de los Andes y en la Pontificia Universidad Javeriana.[cita requerida]

## Gobierno Pastrana
Fue ministra de Comercio Exterior durante casi todo el gobierno de Pastrana y embajadora en Francia entre febrero y julio de 2002. Como ministra de Comercio Exterior, Ramírez montó el programa Colombia Compite, como una estrategia para mejorar la productividad del país, una bandera que defendió en el Congreso, cuando lideró la aprobación de la ley de competitividad y la de Ciencia y Tecnología.[cita requerida]

## Gobierno Uribe

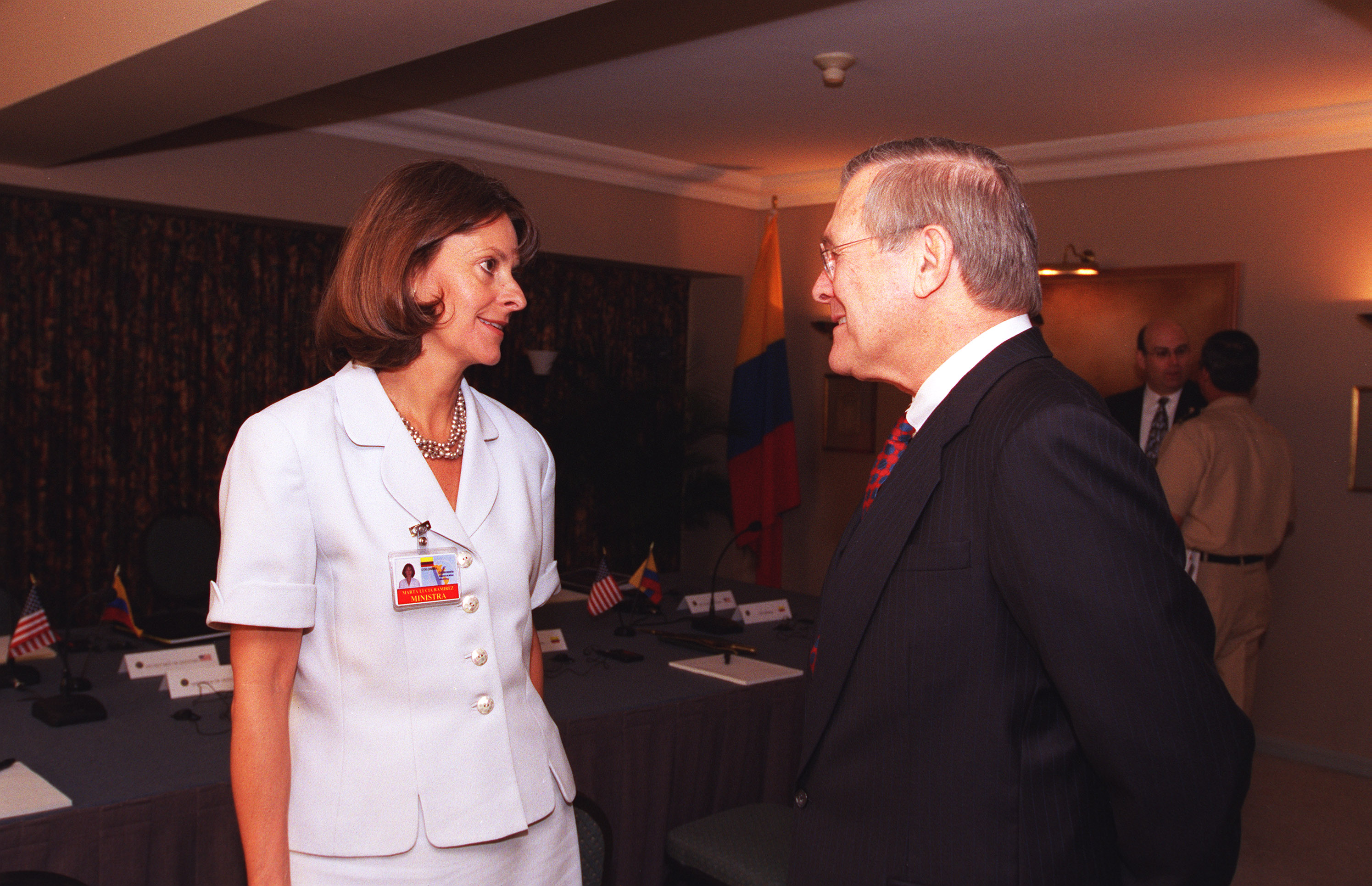
Ministra Ramírez hablando con su contraparte, Secretario de Defensa de Estados Unidos Donald Rumsfeld en Santiago, Chile en 2002

Durante su desempeño como ministra de Defensa entre el 2002 y el 2003 tuvo bajo su mando la ejecución de diversos operativos, enmarcados en la política de seguridad democrática del entonces presidente Álvaro Uribe Vélez. 
El 12 de agosto de 2002, 5 días después de su posesión, el presidente de la época Álvaro Uribe Vélez decretó el estado de conmoción Interior, con el fin de combatir al grupo guerrillero FARC-EP. Este decreto causó preocupación en organizaciones de Derechos Humanos, las cuales indicaron que agravaría el desplazamiento forzado y la retaliación contra civiles, agravados por la política de "soldados campesinos" y colaboración civil, las cuales vulneraban el Derecho Internacional Humanitario. Gracias a este decreto, se crearon las conocidas Zonas de Rehabilitación y Convivencia sin control judicial de las actuaciones de los militares, así como su vaguedad vulneraba principios y normas de Derechos Humanos, tal como lo indicó la Oficina del Alto Comisionado de las Naciones Unidas en Colombia. Esto originó la persecución de organizaciones sindicales, sociales y civiles en departamentos como Arauca, mediante una estrategia de guerra "antisubversiva" por parte de la Fuerza Pública con el uso de requisas, capturas "preventivas" sin orden escrita, y por tiempo indefinido, así como allanamientos sin control judicial.
En vigencia del Estado de Conmoción Interior, y al ser la jefa de cartera ministerial, fue responsable jerárquica de la Operación Orión, en la cual, agentes de la fuerza pública, bajo el mando del cuestionado general Mario Montoya Uribe, en conjunción con paramilitares del Bloque Cacique Nutibara, llevaron a cabo una toma armada de la Comuna 13 de Medellín entre el 16 y 17 de octubre de 2002, con lo cual quedó un saldo de 92 desaparecidos (según datos de ONG de Derechos Humanos, esta cifra ascendería a 300), instalando el paramilitarismo en este sector de la capital antioqueña y consolidando un pacto de control territorial con la criminalidad organizada. Esta relación ha sido documentada oficialmente en versiones libres de jefes paramilitares, en actuaciones de la Sala de Justicia y Paz del Tribunal Superior de Medellín, y en decisiones de la Corte Interamericana de Derechos Humanos.

## Senadora
Fue elegida senadora por el Partido de la U, del que pasa a ser coordinadora junto a su colega el senador en agosto del 26 de julio hasta el 24 de noviembre. En octubre de 2006 y debido a la falta de liderazgo de los coordinadores, decide liderar una disidencia, junto a los senadores y el representante a la Cámara Nicolás Uribe. El Consejo de Estado de Colombia investiga una posible nulidad de su elección como senadora por celebración de contratos con entidades públicas dentro de los seis meses anteriores a la fecha de su elección (Numeral 3 del artículo 179 de la Constitución Política de Colombia).
Por su experiencia en los ministerios de Comercio Exterior y Defensa, fue elegida presidente de la Comisión Segunda del Senado, encargada de conocer los asuntos relacionados con Política Internacional, defensa nacional, seguridad, fuerza pública, tratados públicos, servicios militar, comercio exterior, e integración económica.
Ramírez participó en la Comisión Accidental sobre Zonas de Frontera que fue creada por iniciativa propia con el objetivo de trabajar en un Estatuto Legal que buscaba incorporar y mejorar las disposiciones para el desarrollo, promoción, y vigilancia de las zonas fronterizas de Colombia. Presentó varias iniciativas legislativas, entre ellas "establecer la concurrencia para el pago del pasivo pensional de las universidades estatales del nivel nacional" que se sancionó como ley.

## Candidaturas presidenciales
Ramírez manifestó su aspiración a ser candidata a la presidencia de la República para las elecciones de 2010. En marzo de 2009 presentó la renuncia al Partido de la U y posteriormente renunciará a su escaño en el senado al manifestar que no encontraba garantías al interior del partido para enfrentar la candidatura de Juan Manuel Santos a quien acusó de usar su posición como ministro de defensa y de usar maquinarias electorales para promover su candidatura. En el 2010 fue precandidata a la presidencia, pero fue derrotada por Noemí Sanín Posada.
En enero de 2014 Ramírez se vuelve a presentar como candidata del Partido Conservador a las elecciones de 2014 en donde obtiene el tercer lugar de votación. Desde entonces se ha consolidado como una figura cercana al expresidente Álvaro Uribe Vélez y fue una dura crítica del gobierno de Juan Manuel Santos, de las políticas económicas de este gobierno, del manejo de las relaciones internacionales y ha sido una opositora del los diálogos que terminaron en los acuerdos de paz entre el gobierno colombiano y las FARC-EP. En 2015 apoyo al candidato de la derecha Enrique Peñalosa en las elecciones a la Alcaldía de Bogotá, lo que fortaleció su imagen y fue una victoria política importante para Ramírez. Ramírez es una de las líderes del Partido Conservador y se previa que se volvería a presentar como candidata del Partido Conservador y del Centro Democrático a las elecciones de 2018.
El 11 de marzo de 2018, Ramírez resultó derrotada ante Iván Duque en la consulta que definió el candidato de la derecha colombiana a las elecciones presidenciales de 2018. Ese mismo día se anunció que Ramírez sería la fórmula vicepresidencial de Duque.

## Gobierno Duque

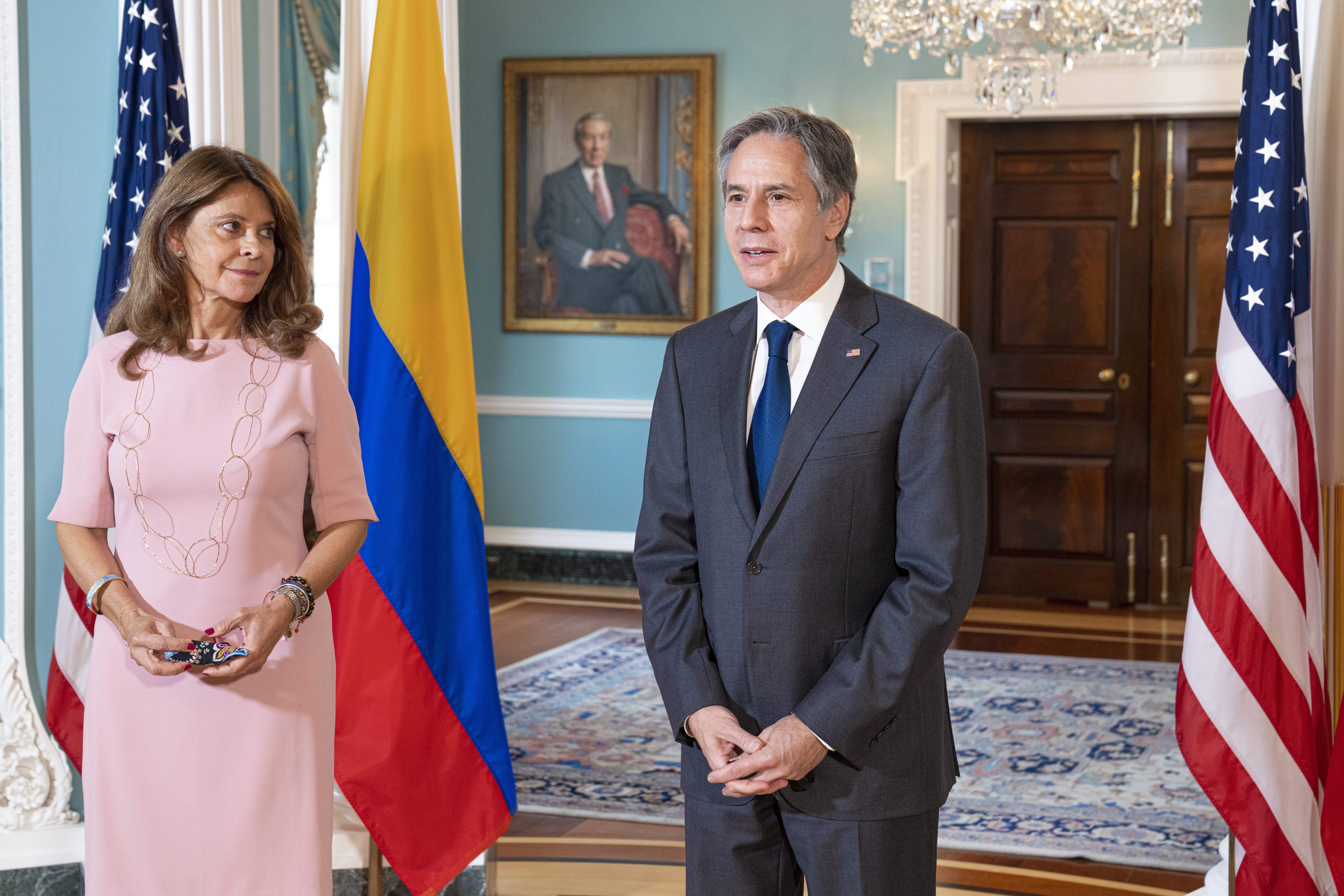
Ramírez como canciller en 2021 junto a su contraparte estadounidense Antony Blinken

Ramírez fue la fórmula vicepresidencial de Iván Duque, durante el gobierno además de su rol como vicepresidenta fue nombrada Canciller en mayo de 2021 tras la salida de Claudia Blum, permaneció en este cargo hasta la finalización del mandato en agosto de 2022.

## Controversias
El 2 de junio de 2020, el portal InsightCrime reveló que Ramírez y su esposo, Álvaro Rincón, le compraron en 2006 un lote en Bogotá al narcotraficante y exparamilitar Guillermo León Acevedo, alias Memo Fantasma. Ramírez denunció ante la Fiscalía al autor de la investigación, el periodista Jeremy McDermott por afectar “su derecho a la integridad moral, buen nombre, dignidad y honra”. La denuncia se conoció el 28 de junio del mismo año debido a un comunicado del Comité para la Protección de Periodistas (CPJ). El 29 de junio, la propia Ramírez anunció que retiraría la denuncia. En una entrevista con el programa radial La W, esta reconoció que su esposo había hecho negocios con Acevedo, pero recalcó que no sabía que este era un delincuente y que en el momento de la transacción ella ya no era ministra de Defensa. También negó haber recomendado a los hijos de Acevedo en el Colegio Nueva Granada, uno de los más caros de Bogotá.
El 11 de junio de 2020, el portal La Nueva Prensa reveló que Bernardo Ramírez Blanco, hermano de Ramírez, fue condenado en los años 1990 a 57 meses de cárcel por narcotráfico. Este fue capturado por agentes de la Administración de Control de Drogas (DEA) en el centro comercial Aventura Mall, al norte de Miami, en julio de 1997. El 27 de enero de 1998 aceptó que había participado en una red que introducía heroína a Estados Unidos desde Aruba. El 24 de julio, Marta Lucía Ramírez se presentó en la Corte del Sur de la Florida junto a su esposo Álvaro Rincón para interceder por su hermano. Los esposos hicieron de deudores solidarios de la fianza de 150.000 dólares para que Bernardo Ramírez Blanco pudiera quedar libre. El 11 de junio de 2020 Ramírez emitió un comunicado en el que afirmó que "Su error [de su hermano] ha costado muchos años de sufrimiento a nuestra familia y a él". El presidente Iván Duque publicó el mismo día un trino en Twitter en el que describió el caso como una "tragedia" para la familia Ramírez Blanco, afirmó que "[ella] le ha servido al país con honorabilidad y entrega patriótica" y usó el hashtag #ApoyoALaVice.